# 星野直志
星野直志（日语：／ Hoshino Tadashi，1980年10月11日—），日本男子田径运动员。他曾代表日本参加2000年夏季残疾人奥林匹克运动会田径比赛，获得男子4×100米接力T13级银牌。